# Ахинжанов, Еркин Кадырбекович
Еркин Кадырбекович Ахинжанов (каз. Еркін Қадырбекұлы Ахинжанов; род. 28 сентября 1968, Алма-Ата, Казахская ССР, СССР) — казахстанский дипломат, посол Казахстана в Норвегии (2019—2023) и Южно-Африканской Республике (с 2023 года).

## Биография
1992 г. — преподаватель английского языка Казахского государственного экономического университета.
1993—1994 гг. — референт консульского управления Министерства иностранных дел Казахстана (МИД РК).
1994—1995 гг. — атташе консульского управления МИД РК.
1995—1997 гг. — атташе, третий секретарь посольства Казахстана в Индии.
1997—1998 гг. — третий секретарь, начальник отдела департамента консульской службы МИД РК.
1998—2003 гг. — первый секретарь посольства Казахстана в Индии.
2003 гг. — начальник отдела анализа управления информации и анализа секретариата министра МИД РК.
2003—2005 гг. — начальник управления, заместитель директора департамента Европы и Америки МИД РК.
2005—2008 гг. — директор департамента общеевропейского сотрудничества МИД РК.
2008—2009 гг. — директор департамента Организации по безопасности и сотрудничеству в Европе МИД РК.
2009—2011 гг. — заместитель постоянного представителя Казахстана при ОБСЕ.
2011—2012 гг. — заместитель постоянного представителя Казахстана при международных организациях в Вене.
2012—2014 гг. — директор департамента Европы МИД РК.
2014—2017 гг. — советник-посланник посольства Казахстана в США.
2017—2018 гг. — заместитель постоянного представителя Казахстана при ООН в Нью-Йорке.
С 9 апреля 2019 года по 11 января 2023 года — Чрезвычайный и Полномочный Посол Республики Казахстан в Королевстве Норвегия.
С 11 января 2023 года — Чрезвычайный и Полномочный Посол Республики Казахстан в Южно-Африканской Республике. С 9 сентября 2024 года — Чрезвычайный и Полномочный Посол Республики Казахстан в Объединённой Республике Танзания, Республике Мозамбик по совместительству.